# 肖尼国家森林
肖尼国家森林（英語：Shawnee National Forest）是一座美国国家森林，位于美国伊利诺伊州南部的奥扎克（Ozark）与肖尼山间。森林由美国国家森林局控制，内有280,000英畝（1,100平方）的公有土地。依照林地面积从大到小排布，肖尼国家森林分布于波普縣、杰克逊县、猶尼昂縣、哈丁縣、亞歷山大縣、薩林縣、加拉廷縣、約翰遜縣和马萨克县。